# Jacob Potholt
Jacob Potholt (gedoopt, Amsterdam, 4 augustus 1720 – Epe, 8 oktober 1782) was een Nederlands organist, beiaardier en componist.
Hij was zoon van Pelgrom Potholt en Catharina Zevenhoven, die hun zoon lieten dopen in de Nieuwezijds Kapel. Hijzelf was getrouwd met Anna Mortier.
Hij werd al op jeugdige leeftijd blind. Hij werd leerling van de Amsterdamse organisten Gerhard Frederik Witvogel en Jan Ulhoorn, als ook van Pietro Antonio Locatelli. Hij werd na auditie met twintig collegae vervolgens organist van de Jacobskerk in Den Haag (1741-1743), Westerkerk (1743-1765, opnieuw na auditie) en vanaf 1766 van de Oude Kerk, alwaar hij in een van de huisjes woonde. Hij was ook een aantal jaren klokkenist van het Stadhuis, Zijn bekendheid dankt hij mede aan een bezoek dat schrijver Charles Burney aan Amsterdam bracht om de muziekwereld in beeld te brengen (General history of music en The present state-United Provinces uit 1773); de schrijver gaf hoog op van de organist en klokkenist. In de hoedanigheid van organist had hij contact met orgelbouwerfamilie Bätz en testte hij soms hun orgels of speelde die in.
Van hem zijn een aantal werken teruggevonden waaronder een reeks van twaalf symfonieën (hoorn, viool, altviool, cello en contrabas); de bundel uit 1748 is opgedragen aan "Collegium musicum Ultratrajectinum" en voorts "Twaalf airs en twaalf menuets pour le clavecin, violon et flute, avec une basse-continuo" uit 1747. Verder schreef Potholt muziek bij psalmen en lofzangen.
Hij overleed op 8 oktober 1782 te Epe. Zijn dochter Anna Catharina Potholt woonde in die plaats en hij werd er op 14 oktober begraven.